# ジョーダン・ウォルデン
ジョーダン・クレイグ・ウォルデン（Jordan Craig Walden, 1987年11月16日 - ）は、アメリカ合衆国テキサス州フォートワース出身の元プロ野球選手（投手）。右投右打。

## 経歴

### プロ入りとエンゼルス時代
2006年のMLBドラフト12巡目（全体372位）でロサンゼルス・エンゼルス・オブ・アナハイムから指名され、プロ入り。
2010年4月22日のミネソタ・ツインズ戦でメジャーデビューを果たした。
2011年はクローザーを務め、32セーブを記録した。また、オールスターにもマリアノ・リベラの代役という形ではあったが、初出場を果たした。この年は新人王の候補にもなったが、受賞には至らなかった。
2012年は45試合に登板し、3勝2敗1セーブ・防御率3.46だった。

### ブレーブス時代
2012年11月30日にトミー・ハンソンとのトレードで、アトランタ・ブレーブスに移籍した。
2013年は50試合に登板し、4勝3敗1セーブ・防御率3.45だった。オフの12月12日にブレーブスと149万ドルの1年契約に合意した。
2014年は58試合に登板し、0勝2敗3セーブ・防御率2.88だった。

### カージナルス時代
2014年11月17日にシェルビー・ミラー、タイレル・ジェンキンスとのトレードで、ジェイソン・ヘイワードと共にセントルイス・カージナルスへ移籍した。12月23日にカージナルスと総額660万ドルの2年契約（2017年・525万ドルの球団オプション付き）を結んだ。
2015年4月29日の登板後右肩の硬直を訴え、検査したところ上腕二頭筋の損傷であることが判明し、5月3日に4月30日に遡って15日間の故障者リスト入り、6月30日に60日間の故障者リストに移された。その為、12試合に登板して防御率0.87と好投していたが、そのままシャットダウンとなってしまった。
2016年は故障の影響でメジャー・マイナーともに登板が無かった。オフの11月5日にFAとなった。

### ブレーブス傘下時代
2016年11月12日にブレーブスとマイナー契約を結び、2017年のスプリングトレーニングに招待選手として参加することになった。2017年2月9日、故障のリハビリが順調に進んでいないことを理由に、契約を双方合意の上で無効としたことが発表された。

## 詳細情報

### 年度別投手成績
| 年 度     | 球 団     | 登 板 | 先 発 | 完 投 | 完 封 | 無 四 球 | 勝 利 | 敗 戦 | セ 丨 ブ | ホ 丨 ル ド | 勝 率 | 打 者 | 投 球 回 | 被 安 打 | 被 本 塁 打 | 与 四 球 | 敬 遠 | 与 死 球 | 奪 三 振 | 暴 投 | ボ 丨 ク | 失 点 | 自 責 点 | 防 御 率 | W H I P |
| --------- | --------- | ----- | ----- | ----- | ----- | -------- | ----- | ----- | -------- | ----------- | ----- | ----- | -------- | -------- | ----------- | -------- | ----- | -------- | -------- | ----- | -------- | ----- | -------- | -------- | ------- |
| 2010      | LAA       | 16    | 0     | 0     | 0     | 0        | 0     | 1     | 1        | 6           | .000  | 65    | 15.1     | 13       | 1           | 7        | 0     | 0        | 23       | 1     | 1        | 4     | 4        | 2.35     | 1.30    |
| 2011      | LAA       | 62    | 0     | 0     | 0     | 0        | 5     | 5     | 32       | 2           | .500  | 253   | 60.1     | 49       | 3           | 26       | 3     | 1        | 67       | 6     | 0        | 22    | 20       | 2.98     | 1.24    |
| 2012      | LAA       | 45    | 0     | 0     | 0     | 0        | 3     | 2     | 1        | 8           | .600  | 172   | 39.0     | 35       | 3           | 18       | 1     | 0        | 48       | 7     | 0        | 15    | 15       | 3.46     | 1.36    |
| 2013      | ATL       | 50    | 0     | 0     | 0     | 0        | 4     | 3     | 1        | 14          | .571  | 193   | 47.0     | 39       | 4           | 14       | 4     | 1        | 54       | 6     | 0        | 19    | 18       | 3.45     | 1.13    |
| 2014      | ATL       | 58    | 0     | 0     | 0     | 0        | 0     | 2     | 3        | 20          | .000  | 205   | 50.0     | 33       | 2           | 27       | 1     | 0        | 62       | 9     | 0        | 17    | 16       | 2.88     | 1.20    |
| 2015      | STL       | 12    | 0     | 0     | 0     | 0        | 0     | 1     | 1        | 8           | .000  | 42    | 10.1     | 7        | 0           | 4        | 1     | 0        | 12       | 2     | 0        | 1     | 1        | 0.87     | 1.07    |
| 通算：6年 | 通算：6年 | 243   | 0     | 0     | 0     | 0        | 12    | 14    | 39       | 58          | .462  | 930   | 222.0    | 176      | 13          | 96       | 10    | 2        | 266      | 31    | 1        | 78    | 74       | 3.00     | 1.23    |

- 2015年シーズン終了時

### 獲得タイトル・表彰・記録
- MLBオールスターゲーム選出：1回（2011年）

### 背番号
- 51（2010年 - 2012年）
- 52（2013年 - 2014年）
- 53（2015年）